# Općina Piran
Općina Piran (slo.: Občina Piran, it.: Comune di Pirano) je općina u jugozapadnoj Sloveniji u pokrajini Primorskoj i statističkoj regiji Obalno-kraškoj. Središte općine je grad Piran s 4.143 stanovnika. 

## Zemljopis
Općina Piran nalazi se na jugozapadu Slovenije na granici s Hrvatskom i jedna je od tri slovenske općine na obalama Jadranskoga mora. 

## Naselja u općini
Općina Piran je jedna od tri općine u Sloveniji u kojoj je priznata talijanska manjina.
Slovenski i talijanski nazivi naselja:
Dragonja/Dragogna, Lucija/Lucia, Nova vas/Villanova d Pirano, Padna/Padena, Parecag/Parezzago, Piran/Pirano, Portorož/Portorose, Seča/Sezza, Sečovlje/Sicciole, Strunjan/Strugnano, Sveti Peter/San Pietro del'Amata

## Vanjske poveznice
- Službena stranica općine